# Erioptera argentifrons
Erioptera argentifrons är en tvåvingeart som beskrevs av Edwards 1928. Erioptera argentifrons ingår i släktet Erioptera och familjen småharkrankar. Inga underarter finns listade i Catalogue of Life.